# Copsychus malabaricus
El shama culiblanco (Copsychus malabaricus), es una especie de ave paseriforme de la familia Muscicapidae. Es nativa de hábitats con densa vegetación en el subcontinente indio y el sudeste de Asia, su popularidad como ave de jaula y su canto han llevado a su introducción en otros lugares. Anteriormente se clasificaba dentro de la familia Turdidae.

## Descripción
Por lo general pesa entre 28 y 34 g y mide alrededor de 23 y 28 cm de longitud. Los machos son de color negro brillante con el vientre castaño y plumas blancas en la grupa y parte exterior de la cola. Las hembras son de color marrón-grisáceo y típicamente son más pequeñas que los machos. Ambos sexos tienen el pico negro y patas rosadas. Las aves juveniles tienen una coloración similar a la de las hembras, con el pecho salpicado de manchas, son muy apreciadas por su canto.

## Distribución
Es nativa del sur y el sudeste de Asia, pero fue introducido en Kauai, Hawái, a principios de 1931, desde Malasia, y  a O'ahu en 1940. Su popularidad como ave de jaula ha llevado a muchas aves escapadas a establecerse por sí mismas. También fueron introducidas a Taiwán, donde se les considera especie invasora, alimentándose de especies de insectos nativos y mostrando agresión hacia las especies de aves nativas.

## Subespecies
Se reconocen nueve subespecies:
- Copsychus malabaricus interpositus (Robinson & Kloss, 1922)
- Copsychus malabaricus leggei (Whistler, 1941)
- Copsychus malabaricus macrourus (Gmelin, 1789)
- Copsychus malabaricus malabaricus (Scopoli, 1786)
- Copsychus malabaricus melanurus (Salvadori, 1887)
- Copsychus malabaricus mirabilis Hoogerwerf, 1962
- Copsychus malabaricus nigricauda (Vorderman, 1893)
- Copsychus malabaricus suavis P. L. Sclater, 1861
- Copsychus malabaricus tricolor (Vieillot, 1818)